# Lewinskije Pieski
Lewinskije Pieski (ros. Левинские Пески) – osiedle w Rosji, w Kraju Krasnojarskim, w tajmyrskim rejonie dołgano-nienieckim. W 2010 liczyło 116 mieszkańców.